# Александер Саксонски
Александер Саксонски (на немски: Alexander von Sachsen; * 21 февруари 1554, Дрезден; † 8 октомври 1565, Дрезден) от рода на Албертинските Ветини, е принц на Курфюрство Саксония и номинален администратор на манастирите Мерзебург (1561 – 1565) и Наумбург (1564 – 1565).

## Живот
Той е вторият син на курфюрст Август от Саксония (1526 – 1586) и съпругата му Анна Датска (1532 – 1585), дъщеря на крал Кристиан III от Дания.
Александер е избран на седем години за администратор на епископство Мерзебург и през 1564 г. и на Наумбург.
Той умира на единадесет години и по-малкият му брат Кристиан I става принц на Саксония. Принцът е погребан в княжеската гробница в катедралата „Св. Мариен“ във Фрайберг.